# Campeonato Paranaense 2000
In 2000 werd het 86ste Campeonato Paranaense gespeeld voor voetbalclubs uit de Braziliaanse staat Paraná. De competitie werd gespeeld van 11 maart tot 17 juni en werd georganiseerd door de Federação Paranaense de Futebol. Atlético Paranaense werd kampioen.

## Eerste fase
| Plaats | Club                   | Wed. | W | G | V | Saldo | Ptn. |
| ------ | ---------------------- | ---- | - | - | - | ----- | ---- |
| 1.     | Atlético Paranaense    | 11   | 8 | 2 | 1 | 26:9  | 26   |
| 2.     | Paraná                 | 11   | 6 | 5 | 0 | 23:12 | 23   |
| 3.     | Coritiba               | 11   | 6 | 4 | 1 | 30:10 | 22   |
| 4.     | União Bandeirante      | 11   | 4 | 4 | 3 | 16:12 | 16   |
| 5.     | Rio Branco             | 11   | 4 | 3 | 4 | 11:13 | 15   |
| 6.     | Malutrom               | 11   | 3 | 5 | 3 | 20:20 | 14   |
| 7.     | Prudentópolis          | 11   | 3 | 4 | 4 | 12:15 | 13   |
| 8.     | Londrina               | 11   | 2 | 6 | 3 | 11:15 | 12   |
| 9.     | Ponta Grossa           | 11   | 2 | 5 | 4 | 12:17 | 11   |
| 10.    | Portuguesa Londrinense | 11   | 2 | 3 | 6 | 10:20 | 9    |
| 11.    | Batel                  | 11   | 2 | 1 | 8 | 11:20 | 7    |
| 12.    | Francisco Beltrão      | 11   | 1 | 4 | 6 | 10:29 | 4    |

|  | Geplaatst voor tweede fase                      |
|  | Nemen deel aan derde fase van de tweede divisie |

## Tweede fase

### Groep A
| Plaats | Club                | Wed. | W | G | V | Saldo | Ptn. |
| ------ | ------------------- | ---- | - | - | - | ----- | ---- |
| 1.     | Atlético Paranaense | 6    | 5 | 1 | 0 | 17:8  | 16   |
| 2.     | Rio Branco          | 6    | 3 | 0 | 3 | 11:12 | 9    |
| 3.     | Prudentópolis       | 6    | 2 | 2 | 2 | 12:13 | 8    |
| 4.     | União Bandeirante   | 6    | 0 | 1 | 5 | 4:11  | 1    |

|  | Geplaatst voor knock-outfase |

### Groep B
| Plaats | Club     | Wed. | W | G | V | Saldo | Ptn. |
| ------ | -------- | ---- | - | - | - | ----- | ---- |
| 1.     | Coritiba | 6    | 4 | 1 | 1 | 17:6  | 13   |
| 2.     | Paraná   | 6    | 4 | 0 | 2 | 13:9  | 12   |
| 3.     | Malutrom | 6    | 1 | 2 | 3 | 8:12  | 5    |
| 4.     | Londrina | 6    | 1 | 1 | 4 | 5:16  | 3    |

|  | Geplaatst voor knock-outfase |

## Knock-outfase
In geval van gelijkspel gaat de club met de beste resultaten uit de competitie door. 
|  | Halve finale        | Halve finale | Halve finale |   |                     | Finale | Finale | Finale |
|  |                     |              |              |   |                     |        |        |        |
|  | Atlético Paranaense | 0            | 1            |   |                     |        |        |        |
|  | Paraná              | 3            | 3            |   |                     |        |        |        |
|  | Paraná              | 3            | 3            |   | Atlético Paranaense | 1      | 1      |        |
|  |                     |              |              |   | Atlético Paranaense | 1      | 1      |        |
|  |                     | Coritiba     | 1            | 1 |                     |        |        |        |
|  | Coritiba            | Coritiba     | 1            | 1 | 4                   | 5      |        |        |
|  | Coritiba            |              |              |   | 4                   | 5      |        |        |
|  | Rio Branco          | 1            | 1            |   |                     |        |        |        |

## Kampioen
| Campeonato Paranaense de 2000            |
| Paraná                                   |
| ---------------------------------------- |
| ATLÉTICO PARANAENSE Kampioen (18° titel) |